# Lisunov Li-2
Il Lisunov Li-2 (in russo Лисунов Ли-2?, nome in codice NATO "Cab") è un bimotore da trasporto passeggeri ad ala bassa realizzato in Unione Sovietica a partire dai tardi anni trenta, a seguito dell'acquisizione di regolare licenza del progetto del Douglas DC-3, inizialmente sotto la direzione dell'ingegnere aeronautico Vladimir Michajlovič Mjasiščev e successivamente sotto quella di Boris Pavlovič Lisunov.
Noto in principio con la denominazione PS-84 fu impiegato inizialmente in patria, in versione civile dall'Aeroflot e in versione militare dalla V-VS, dove trovò largo utilizzo prima e durante la seconda guerra mondiale; in epoca successiva fu ampiamente esportato verso molte delle nazioni aderenti al Patto di Varsavia e in alcune altre appartenenti a paesi filosovietici.

## Storia del progetto
Nel 1932, con l'istituzione dell'Aeroflot, l'aviazione civile sovietica ebbe una rapida crescita tanto che tra il 1933 ed il 1935 il volume di traffico passeggeri subì un aumento pari a quasi 4 volte. In quel periodo la flotta a disposizione si basava principalmente sul Kalinin K-5 e sul Tupolev ANT-9 ma i due modelli si stavano velocemente rivelando oramai inadeguati per sostenere le mutate esigenze del trasporto aereo nel paese. Il governo sovietico emise quindi una specifica per la realizzazione di nuovi modelli, più moderni e capienti, che diedero origine a proposte come lo ZIG-1 ed il PS-35 realizzati però in un numero limitato di esemplari.
Per sopperire quindi alla domanda venne deciso di rivolgersi alla produzione estera e grazie all'iniziativa della Amtorg Trading  venne acquistato, nel 1935, un Douglas DC-2-152 di produzione statunitense che cominciò ad operare dall'11 aprile 1936.
Positivamente impressionate dalla qualità costruttiva del bimotore della Douglas, le autorità sovietiche rivolsero la loro attenzione al nuovo DC-3: ancora una volta tramite l'Amtorg una delegazione di ingegneri aeronautici si recò negli Stati Uniti per ottenerne la licenza di produzione; facevano parte della rappresentanza Vladimir Mjasiščev, Boris Lisunov, Anatolij Senkov e Michail Gurevič.
La missione commerciale si concluse con la stipula del contratto di concessione della licenza produttiva del DC-3 e l'acquisto di ventidue aerei, di cui due disassemblati che sarebbero serviti da modello per la produzione; la realizzazione della linea produttiva fu organizzata nell'impianto industriale statale (GAZ) numero 84 di Chimki; a capo del progetto fu posto Vladimir Mjasiščev.

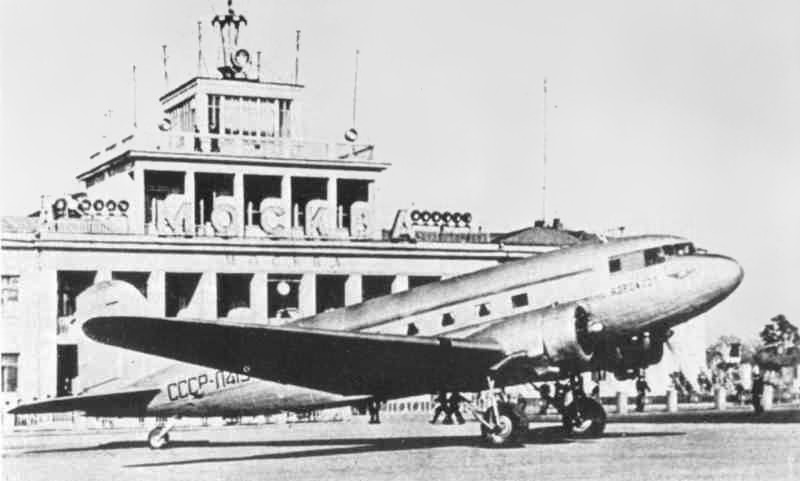
Un PS-84 con le insegne dell'Aeroflot.

Nel corso del 1938 Mjasiščev fu però imprigionato per ordine di Stalin, a causa del fallimento del progetto dell'ANT-41; la direzione dell'impianto produttivo fu quindi affidata ad Anatolij Senkov mentre il lavoro di adattamento del progetto del velivolo alle misure del sistema metrico decimale e lo studio dei sistemi produttivi statunitensi furono assegnati a Boris Lisunov.
Il 7 novembre di quello stesso anno fu annunciato il completamento del primo esemplare del PS-84, realizzato assemblando le parti acquistate dalla Douglas. Dopo i primi voli, effettuati dai collaudatori dell'impianto di produzione, l'aereo fu affidato all'Istituto di Ricerca Scientifica della Flotta Aerea Civile presso il quale, pochi giorni prima della fine del 1939, fu rilasciata la raccomandazione per l'avvio della produzione in serie.
La catena di montaggio, in ogni caso, era già stata avviata e prima della fine dell'anno i primi sei esemplari erano stati completati. Il programma di produzione del bimotore fu allargato con l'avvio di una seconda linea presso il GAZ numero 124 di Kazan', dal quale però uscirono solamente dieci esemplari dell'aereo. Complessivamente, prima dell'invasione dell'Unione Sovietica da parte della Germania furono consegnati 72 esemplari di PS-84, in ritardo sul programma previsto; la maggior parte degli aerei fu consegnata all'Aeroflot per il servizio commerciale di linea, gli altri alla Flotta Aerea Civile e all'aeronautica militare (V-VS).
Con l'avvicinarsi delle truppe tedesche l'impianto di Chimki fu evacuato: l'ultimo degli aerei completati lasciò la catena di montaggio il 18 ottobre 1941; le fonti non concordano sul numero degli esemplari complessivamente realizzati nel GAZ 84, che varia dai 230 ai 295. Le linee produttive furono quindi smobilitate e trasferite a Tashkent, dove sorgeva il GAZ numero 34, dal quale il primo esemplare uscì il 7 gennaio 1942; nell'impianto uzbeco la produzione proseguì fino al 1953, con il completamento di 4 331 aerei, ma la fonte stessa indica che i numeri produttivi non sono certi. Un quarto impianto industriale risulta coinvolto nella produzione del PS-84: si tratta del GAZ numero 126 di Komsomol'sk-na-Amure, presso il quale risultano completati 353 velivoli, tra il 1947 e il 1950; per quanto i numeri riportati dalle diverse fonti non coincidano, in tutto ne sarebbero stati realizzati circa 4 900 anche se in alcuni casi i numeri differiscono considerevolmente fino a superare le 6 100 unità.
Ufficialmente il PS-84 fu ribattezzato Lisunov Li-2 solamente nel corso del 1942 ma, in un primo momento, la nuova designazione riguardò esclusivamente gli esemplari destinati all'uso militare; solamente nel dopoguerra la denominazione fu estesa anche ai PS-84 civili.

### Evoluzione
Fin dalla sua comparsa in Unione Sovietica il DC-3 è stato considerato di estremo interesse per l'adattamento all'uso per scopi militari. Già alla fine del 1936, Nikolaj Nikolaevič Polikarpov e Boris Gavriilovič Špital'nyj proposero la realizzazione di una versione armata dell'aeromobile. La macchina doveva essere dotata due cannoni calibro 37 mm e tre da 20 mm, nonché tre mitragliatrici da 7,62 mm; l'aereo avrebbe dovuto trasportare anche 500 kg di bombe. La proposta fu girata a Vladimir Mjasiščev nel 1937; per ragioni puramente politiche Špital'nyj non diede seguito alla collaborazione poiché Mjasiščev era già stato dichiarato "nemico del popolo" e il progetto rimase sulla carta.
Nel giugno del 1939 partendo da un esemplare di serie, su richiesta della V-VS, fu realizzato un prototipo denominato PS-84K: rinforzato il pavimento, i sedili furono sostituiti da panche amovibili disposte longitudinalmente ai lati della fusoliera, in grado di far accomodare 26 paracadutisti; era inoltre previsto un sistema di ganci esterni per carichi aggiuntivi e l'installazione di una gru per agevolare il carico e lo scarico dei materiali. Il prototipo rimase danneggiato il 4 gennaio del 1940 durante le prove, nel corso di un incidente di volo attribuito alle avverse condizioni meteorologiche e fu necessario approntare un secondo esemplare da destinare alle valutazioni d'accettazione da parte delle autorità statali. Per quanto le prove avessero fornito esito positivo e il PS-84K avesse ottenuto l'approvazione per la produzione in serie, questa non ebbe mai inizio poiché si temeva che l'introduzione delle modifiche necessarie avrebbe inevitabilmente influenzato i ritmi della produzione in corso.

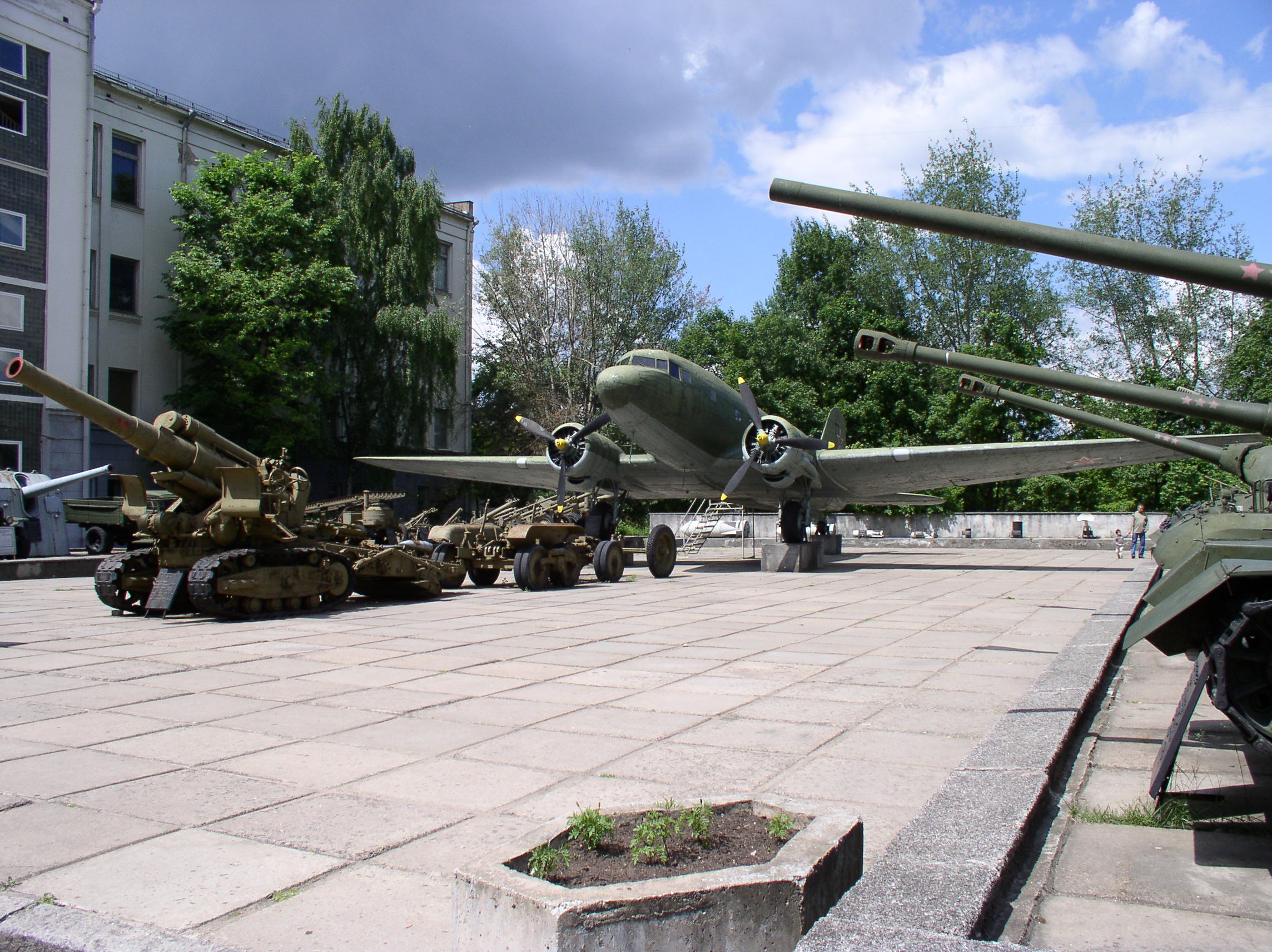
Un Lisunov Li-2 esposto al "Museo bielorusso della grande guerra patriottica" di Minsk.

La produzione del PS-84 fu destinata all'impiego militare immediatamente dopo il 22 giugno del 1941 ma solo a partire dalla fine dell'anno furono introdotte molte delle modifiche già studiate in precedenza per la variante "K", integrate dalle dotazioni di armi per la difesa del velivolo. La denominazione di questi aerei sarebbe divenuta Li-2VP, al fine di differenziarli da quelli usciti fino a quel momento dalle catene di montaggio.
All'inizio del 1942, riprendendo il concetto già teorizzato qualche anno prima, fu proposta l'introduzione di modifiche che facevano del PS-84 un bombardiere, pur mantenendo la possibilità di operare come trasporto. Identificato come Li-2NB, oppure Li-2VB, era dotato di rastrelliere esterne disposte sotto la fusoliera tra le due semiali grazie alle quali poteva trasportare e sganciare, con comando elettrico, bombe fino ad un totale di 1 000 kg. In questa configurazione il Li-2 prevedeva un equipaggio composto da sei persone: due piloti, un navigatore, un ingegnere di volo, un operatore radio e un cannoniere.
Al termine dei collaudi e delle prove d'accettazione, la produzione della versione da bombardamento fu approvata dal Comitato di difesa dello Stato e prontamente messa in atto. Tra le altre modifiche fu realizzato un impianto per la saturazione dei serbatoi di carburante con gas inerte al fine di ridurre il rischio d'incendio e fu prevista la possibilità di utilizzare quattro proiettili a razzo RS-82 sotto ciascuna semiala.
Una dozzina di velivoli fu realizzata nella particolare configurazione definita "Salon": si trattava di una variante da trasporto "di lusso", con scomparto passeggeri dotato di sedili morbidi e tavolini, con mobilio realizzato in legno di noce e rivestimenti in velluto blu. Era presente uno scompartimento destinato al relax, dotato di due cuccette ed armadio e non mancava una toilette.
Risale al 1943 la proposta di una versione "cercamine" in grado di trainare, appeso alle semiali, un cavo metallico disposto in forma semicircolare destinato a fungere da strascico con il quale far esplodere le mine disseminate dal nemico. L'attuazione dell'idea fu rimandata fino al termine della guerra e anche se risulta un ordine per la costruzione di due esemplari destinati allo svolgimento delle prove in volo, non è stata trovata prova della loro realizzazione.
Nel dopoguerra fece la propria comparsa l'ultima variante costruita in serie: si trattava di una serie di velivoli da addestramento, denominata Li-2UŠ, destinata in particolare alla formazione dei navigatori - bombardieri e caratterizzata inizialmente dall'impiego di sistemi di sgancio meccanici ed in seguito da un sistema di rilascio a comando elettrico. Su questi velivoli furono formati molti dei navigatori che andarono a comporre gli equipaggi dei nuovi Ilyushin Il-28.

## Tecnica

### Cellula
Il PS-84 non era esattamente la copia del DC-3 e non solamente per una questione di trasformazione delle misure da un diverso sistema; secondo una consuetudine, tipica per l'epoca, del sistema industriale sovietico, l'aereo fu costruito con un inferiore livello di raffinatezza ma con un più elevato standard di robustezza e sicurezza, impiegando sottosistemi realizzati in loco.
Monoplano e bimotore, il velivolo manteneva l'aspetto esteriore del DC-3 caratterizzato da fusoliera di sezione circolare, con cabina di pilotaggio chiusa, e ala bassa con bordo d'entrata rastremato verso l'estremità e bordo d'uscita dritto. Rispetto al DC-3 la differenza che più facilmente si poteva percepire dall'esterno era costituita dalla porta d'accesso alla fusoliera: conformemente all'uso sovietico era disposta nel lato destro e si apriva verso l'interno con movimento verso la coda del velivolo, mentre i velivoli costruiti dalla casa madre statunitense avevano la porta collocata sul lato sinistro che si apriva esternamente e verso prua.
Nella versione da trasporto civile la disposizione iniziale prevedeva due file di sette poltrone ciascuna, per un totale di quattordici passeggeri, ma ben presto fu inserita una terza fila di sedili che portò a ventuno persone la capienza complessiva dei velivoli.

### Motore

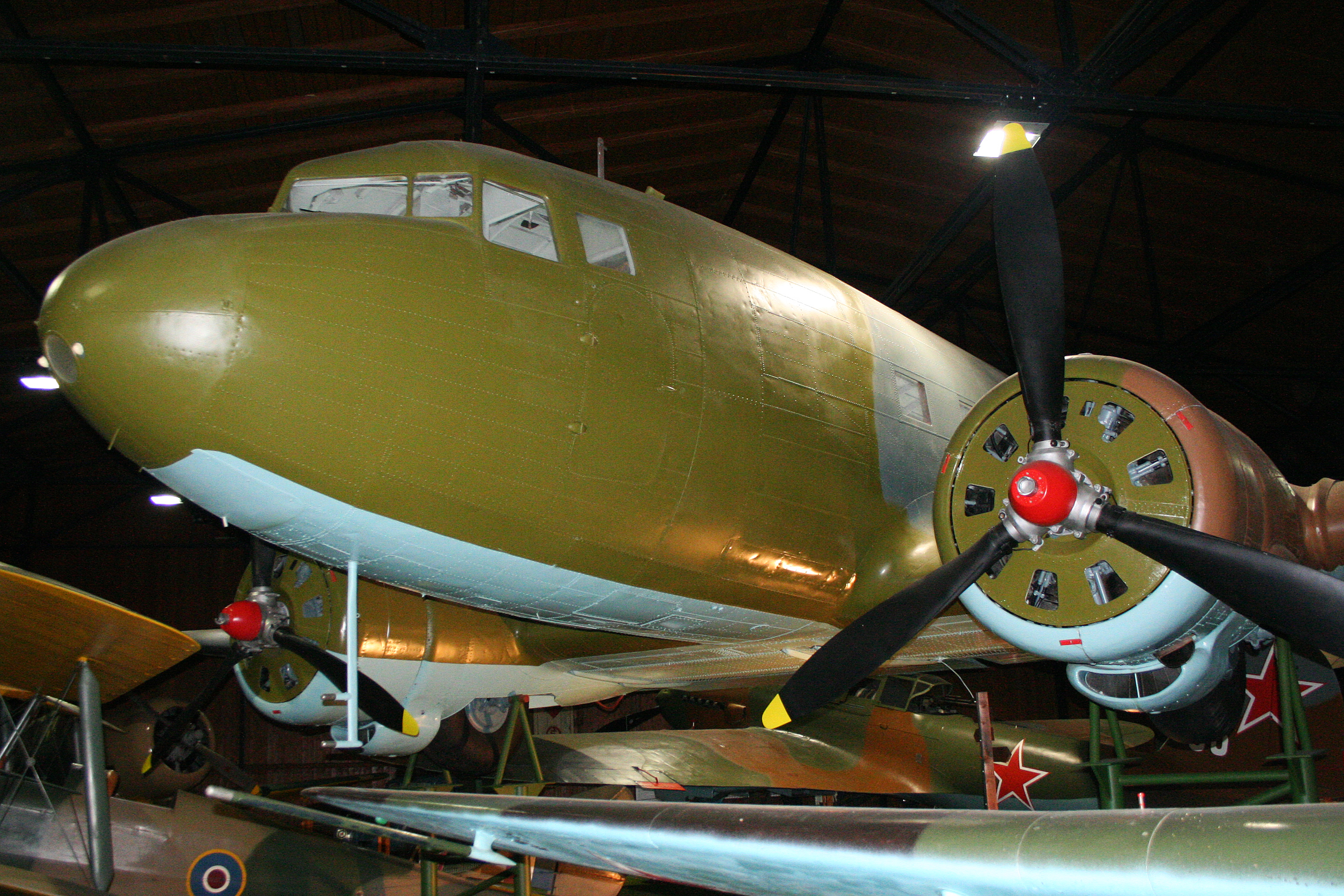
Un primo piano della prua di un Li-2; si noti il sistema di parzializzazione del flusso d'aria di raffreddamento davanti al motore.

Il PS-84 montava due motori radiali Shvetsov M-62IR; questo era un motore a nove cilindri di produzione sovietica, sviluppo del precedente Shvetsov M-25, realizzazione su licenza dello statunitense Wright Cyclone 9 curata dall'ingegner Arkadij Dmitrievič Švecov.
Si trattava di un motore in grado di sviluppare la potenza di 820 CV (603 kW) a livello del mare, valore che saliva a 840 CV (618 kW) a 4 200 metri di quota; in fase di decollo poteva essere spinto per un breve periodo fino a 2 200 giri al minuto al fine di erogare la potenza di 1 000 CV (735 kW).
In diverse occasioni fu proposto l'impiego di motori alternativi all'M-62: tra le soluzioni proposte figurano altri motori radiali (M-63, M-71, M-82, M-88, M-90) oppure motori a V (AM-35, M-103, M-105); una prevedeva l'impiego del motore Diesel M-30.
Le gondole dei motori avevano caratteristiche leggermente diverse da quelle del DC-3 ed avevano la particolarità di poter montare piastre frontali destinate a parzializzare il flusso dell'aria verso il motore: le piastre scorrendo intorno ad un perno assiale potevano ridurre (fino a chiuderle completamente, in caso di clima particolarmente rigido) alcune fessure frontali in modo da regolare il raffreddamento del motore. Le eliche erano tripala, metalliche, prive di qualsiasi carenatura.

### Armamento
Ovviamente non presente sui primi PS-84 prodotti, l'armamento difensivo fu inizialmente introdotto sugli esemplari trasformati in trasporti ad uso militare.
In principio la dotazione difensiva consisteva in una torretta dorsale di tipo MV-3 dotata di una mitragliatrice ShKAS calibro 7,62 mm cui furono ben presto affiancate due mitragliatrici DA (dello stesso calibro) disposte una per lato in fusoliera. In alcuni esemplari fu installata una seconda ShKAS, disposta nel muso dell'aereo; quest'arma si rivelò di scarsa utilità pratica e venne ben presto rimossa. In un secondo momento la torretta dorsale fu sostituita con una di tipo UTK-1, equipaggiata con una mitragliatrice Berezin UBT, calibro 12,7 mm, mentre le mitragliatrici DA in fusoliera furono sostituite con due ShKAS che, a parità di calibro dei proiettili, sviluppavano un maggiore volume di fuoco.
Quando, a partire dal 1942, il PS-84 fu impiegato anche come bombardiere, la dotazione offensiva era costituita da 1 000 kg di bombe; generalmente si trattava di quattro bombe FAB-250, trasportate a mezzo di una rastrelliera ventrale; in altri casi furono utilizzate due FAB-500, così come era prevista la possibilità di trasportare altri tipi di ordigni tra cui le RRAB-250.

## Impiego operativo
I dati sono tratti da "Лисунов Ли-2", su "Уголок неба (Angolo di Cielo)", tranne dove indicato diversamente.

### Militare
Durante la seconda guerra mondiale
I primi compiti di carattere militare videro i PS-84 impegnati nella guerra d'inverno durante la quale alcuni esemplari furono impiegati per il trasporto dei feriti. Ma fu solo in seguito all'invasione tedesca del giugno del 1941 che gli aerei furono precettati dal Commissariato del popolo per la difesa (NKO), e assegnati ai sei gruppi d'aviazione formati con l'inizio del conflitto.
Nel luglio del 1941 i piloti del "Gruppo speciale per l'aviazione di Mosca" (MAGON) con i loro 30 PS-84 effettuarono numerose missioni verso il settore di Minsk, trasportando munizioni, medicine e carburante in direzione del fronte ed evacuando i feriti nel corso dei voli di ritorno. Gli stessi velivoli furono chiamati ad operare nei cieli di Leningrado assediata dalle truppe dell'asse; tra ottobre e dicembre, quando fu aperta la Strada della Vita, i rifornimenti aerei furono l'unica via di rifornimento della città; in questo lasso di tempo furono consegnate 6 000 tonnellate di cibo, medicine, armi e munizioni e furono portati in salvo 53 000 civili, in particolare donne e bambini.
Da ottobre i PS-84 furono impegnati anche nel rafforzamento delle difese di Mosca con voli verso gli aeroporti di Orël e Mcensk mentre nella primavera del 1942 il massimo sforzo per i Li-2 fu concentrato verso la difesa e l'evacuazione di Sebastopoli, assediata e infine conquistata dalle truppe tedesche dopo mesi di battaglie e un lungo assedio; volando dalla base di Krasnodar nei dieci giorni compresi tra il 21 giugno ed il 1º luglio del 1942 i piloti effettuarono 229 sortite notturne ancora una volta consegnando rifornimenti e materiali ed evacuando personale, prevalentemente feriti. Anche durante la battaglia di Stalingrado gli interventi dei PS-84 a supporto degli assediati furono numerosi, così come considerevole fu il numero di feriti evacuati.

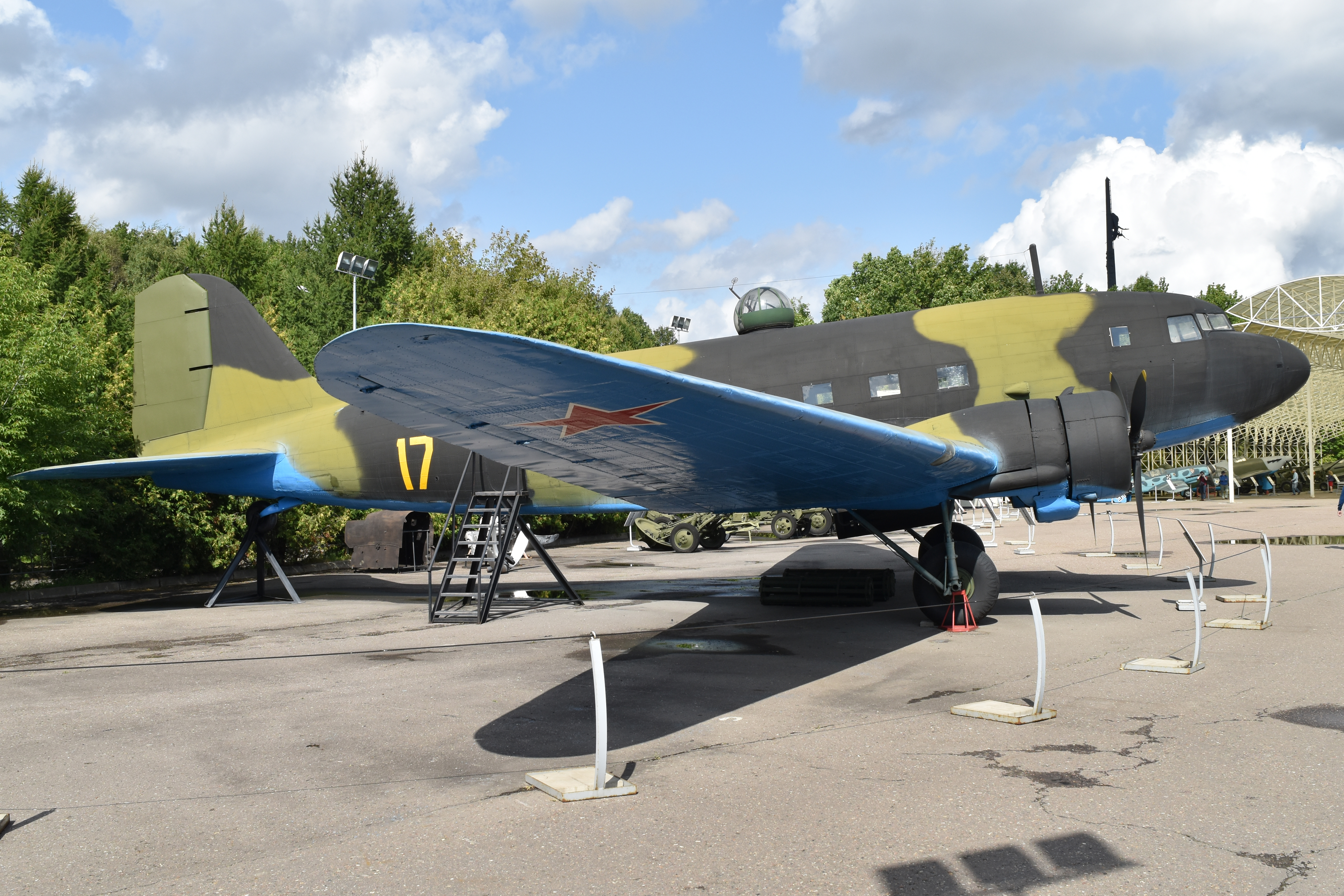
Un Li-2 con le insegne della V-VS. Esposto al Museo della Grande Guerra Patriottica di Mosca. L'esemplare esposto è in realtà un velivolo "civile" adattato per fini museali.

Un altro difficile compito che i Li-2 furono chiamati a svolgere un po' ovunque fu la consegna di materiali ai partigiani oltre la linea del fronte: azioni che richiedevano estrema perizia da parte degli equipaggi furono svolte da prima mediante lanci paracadutati, poi con atterraggi su piste improvvisate, spesso in ore notturne. I numeri indicati nella fonte reperita, parlano di 17 000 tonnellate di materiali consegnati nel corso dell'intero conflitto.
I bimotore Lisunov furono anche protagonisti di due azioni di lancio di truppe aerotrasportate: la prima realizzata nei primi giorni del 1942 nella zona di Vjaz'ma, nel corso della battaglia di Ržev, e la seconda nel settembre del 1943 all'inizio dell'offensiva del basso Dnepr, con lanci nella zona di Velikij Bukrin.
Quando, il 5 marzo del 1942, la struttura dell'aviazione militare sovietica fu riorganizzata e creata l'Aviazione a Lungo Raggio (ADD), i PS-84 furono assegnati alla nuova forza armata e assegnati alla "Prima divisione trasporto aereo" che inizialmente li destinò esclusivamente al compito originario di velivoli da trasporto. In un secondo momento, direttamente ad opera delle officine dei reparti operativi, furono introdotte modifiche per poter impiegare il PS-84 anche come aereo da bombardamento e ben presto la modifica fu "istituzionalizzata" con l'arrivo dei Li-2 da bombardamento approntati direttamente sulle catene di montaggio. Questi esemplari affiancarono, o sostituirono, i più anziani e lenti Tupolev TB-3.
La carenza di velivoli Ilyushin Il-4, dovuta alle consistenti perdite subite nel primo anno di guerra, fu superata anche facendo leva sulla versatilità del Li-2 e sul suo impiego oculato, quasi sempre in azioni notturne e prevalentemente in operazioni tattiche contro le vie di comunicazione nemiche, gli aeroporti o le concentrazioni di truppe. Piuttosto lento ma affidabile, il Li-2 si rivelò una buona piattaforma di tiro e prese parte a tutte le principali battaglie della guerra.
Solamente in due occasioni i Lisunov avrebbero preso parte ad azioni di bombardamento strategico: la prima contro Helsinki, Oulu, Kotka e Turku nel febbraio del 1944, la seconda nel mese di giugno dello stesso anno contro Debrecen, Seghedino e Budapest.
Nel corso della guerra i Li-2 furono ovviamente presi in carico dalla V-VS anche per il loro originario compito di trasporti, sia di truppe che di alti ufficiali. Un altro compito assegnato al bimotore fu quello di trainare gli alianti Antonov A-7 e Gribovsky G-11; in questo caso fu anche studiato un dispositivo che permetteva il traino di più velivoli contemporaneamente.
Il numero dei Li-2 in servizio come bombardieri rimase significativo anche con la successiva scomparsa dell'ADD, nuovamente posta nei quadri della V-VS come "Diciottesima armata aerea" il 6 dicembre del 1944.
Dopo la conclusione delle ostilità contro la Germania, nel maggio del 1945, molti Li-2 furono trasferiti in Estremo Oriente e utilizzati nel corso delle operazioni contro il Giappone; la disponibilità di un gran numero di bombardieri ne rese superfluo l'utilizzo in battaglia contro obiettivi nemici. Furono però utilizzati sia per il trasporto dei rifornimenti, sia per operazioni tattiche di lancio di paracadutisti, svolte nei pressi di Changchun, Port Arthur, Dalian e Mukden; proprio presso l'aeroporto di quest'ultima città i paracadutisti sovietici catturarono l'ultimo imperatore cinese della dinastia Qin, Pu Yi.
Nel dopoguerra
Alla fine della guerra i Lisunov Li-2 furono destinati esclusivamente alle unità da trasporto ed ai reparti aviotrasportati, facendo tesoro delle esperienze maturate nel corso del conflitto. Ben presto però i vecchi bimotore furono affiancati da macchine più recenti quali gli Il-12 e gli Il-14 o i convertiti Tupolev Tu-4; molti degli esemplari ritirati dal servizio in prima linea vennero nuovamente assegnati alla flotta aerea civile o furono utilizzati come materiale di volo per le scuole aeronautiche militari.

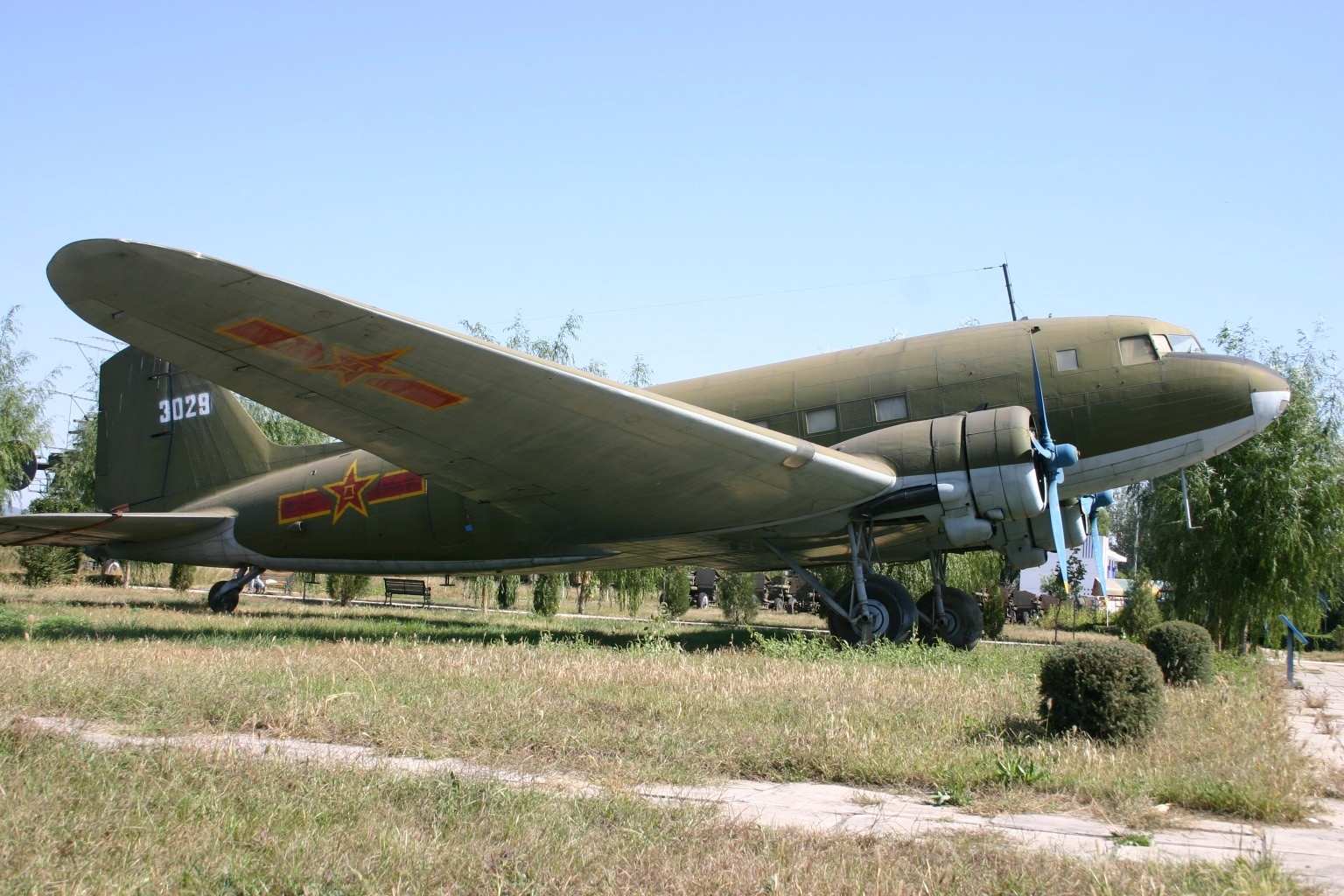
Un Li-2 esposto al Museo dell'Aviazione Cinese di Pechino.

Durante gli anni cinquanta i Li-2 ebbero ancora un ruolo considerevole nell'ambito delle operazioni militari sovietiche, trovando impiego per il trasferimento di equipaggiamento tecnico e di unità militari durante le guerra di Corea e del Vietnam e durante la rivoluzione ungherese del 1956.
In questo periodo furono diversi anche gli impieghi sperimentali che videro protagonista il Li-2; in particolare ne viene citato l'utilizzo per le rilevazioni scientifiche effettuate nel corso dei primi test nucleari svolti presso il poligono nucleare di Semipalatinsk e nel corso dello sviluppo del primo missile balistico intercontinentale della storia, l'R-7.
Fu solo alla fine del decennio che il ruolo dei Li-2 fu drasticamente ridotto, a seguito dell'avvento degli Antonov An-8 e degli elicotteri Mil Mi-4; gli ultimi esemplari rimasero in servizio fino ai primi anni sessanta quando cedettero definitivamente il passo agli Antonov An-12.
Nel frattempo però molti esemplari erano stati ceduti alle forze di altri paesi del blocco orientale: Ungheria, Cina, Polonia, Romania, Corea del Nord, Cecoslovacchia e Vietnam del Nord impiegarono numerosi esemplari del bimotore sovietico mantenendoli in servizio per diversi anni.

### Civile
In Unione Sovietica
I primi PS-84 furono assegnati in gestione alla GVF di Mosca; nella capitale fu anche organizzato un centro di volo per addestrare gli equipaggi all'utilizzo nuovo velivolo. Nel corso del 1940, l'aereo iniziò ad operare con le insegne dell'Aeroflot, sia su tratte internazionali (Mosca - Stoccolma, Mosca - Berlino, Tashkent - Kabul, Ulan-Udė - Ulan Bator) che domestiche (Mosca - Novosibirsk, Mosca - Aşgabat e Mosca - Tbilisi). Per gli equipaggi e i passeggeri il PS-84 era quanto di meglio si fosse mai visto allora: moderne attrezzature di volo e navigazione, un elevato livello di comfort e buone caratteristiche economiche; inoltre, la vita operativa della macchina superava quella delle alternative allora disponibili.
La guerra interruppe la carriera dei PS-84 sulle rotte commerciali, ma già nel 1944, ormai noti con il nome di Li-2, gli aerei tornarono gradatamente alla loro professione originaria. Ad esempio, poco dopo la liberazione di Leopoli, gli aerei permisero di ripristinare il regolare collegamento con Kiev. Dopo la fine della Grande Guerra Patriottica, utilizzando sia gli esemplari smilitarizzati che i prodotti nuovi di fabbrica, si rifornì in modo significativo la flotta aerea civile. Per quasi un decennio, il Li-2 divenne il principale aereo di linea dell'aviazione civile sovietica. Nel 1947, vennero formate due unità dell'Aeroflot a Vnukovo, destinate rispettivamente ai voli interni ed ai collegamenti internazionali mentre altri esemplari furono assegnati alle compagnie straniere partecipate dall'Aeroflot, quali la sovietico-cinese SKOGA e la sovietico-coreana SOKAO.
Con l'avvento dell'Ilyushin Il-12 prima e dell'Il-14 poi, il Li-2 fu progressivamente sostituito tra le file dell'Aeroflot che inizialmente lo relegò ai voli interni, per radiarlo definitivamente nel 1962; l'aereo rimase però in servizio almeno ancora una decina d'anni con la DOSAAF.
All'estero

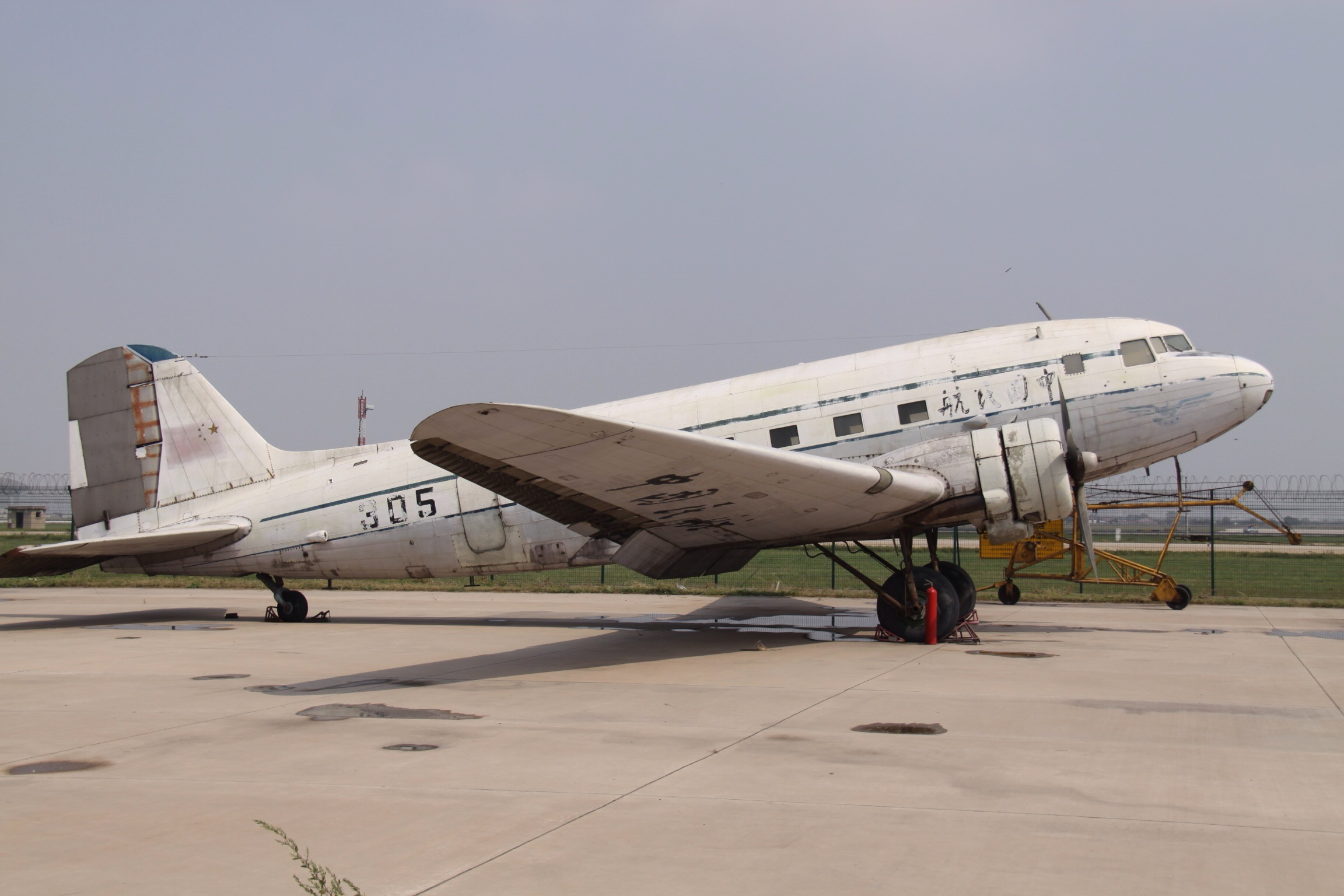
Un Li-2 con le insegne della CAAC fotografato in un angolo dell'aeroporto di Tientsin-Binhai.

Nel dopoguerra, il Li-2 trovò largo impiego nelle compagnie aeree di una decina di paesi. Il più grande operatore straniero del Li-2 era la Polonia. Il primo esemplare arrivò nel paese pochi mesi dopo la fine della guerra e complessivamente l'aviazione civile polacca arrivò ad utilizzare 30 Li-2P; l'ultimo velivolo (codice SP-LKE e denominato "Eva") fu dismesso nel 1970 e destinato all'uso come monumento.
Un altro importante utilizzatore del Li-2 fu la Romania: il primo fu consegnato alla "Transporturi Aeriene Româno-Sovietice" (TARS) nel luglio del 1946. Nel 1954 lo stato rumeno acquistò le quote di proprietà sovietica e rifondò la compagnia aerea con il nome di TAROM (sigla di "Compania Națională de Transporturi Aeriene Române"); in tutto risultano impiegati 26 Li-2 utilizzati sia su linee nazionali che internazionali. Due velivoli, con numeri di immatricolazione YR-PCD e YR-PCB nella versione "Salon", sono stati utilizzati dal governo rumeno e poi trasferiti alla Forțele Aeriene ale Republicii Populare Română.
L'ungherese Malév arrivò ad avere una flotta di 25 Li-2 di cui due in versione "Salon"; al termine della loro carriera operativa alcuni furono dismessi mentre altri furono presi in carico dall'aeronautica militare del paese. In Cina la CAAC impiegò 23 velivoli che si rivelarono i più longevi in assoluto, prestando servizio fino al termine degli anni ottanta. La cecoslovacca Československé státní aerolinie (CSA) ne mise in servizio sette ma tutti furono dismessi entro il 1957. Altri Li-2 furono utilizzati dalla bulgara "Transportno-aviacionno balgaro-savetsko obedinenie" (TABSO), dalla nordcoreana "Chosonminhang Korean Airways" (che aveva rilevato la SOKAO), dalla Cubana de Aviación e dalla jugoslava JUSTA.

## Varianti
PS-84
Designazione originaria della versione passeggeri, equipaggiata con 14-28 sedili.
PS-84K
Designazione relativa ad un prototipo destinato all'impiego militare, sia come trasporto di materiale che per trasporto e lancio di 26 paracadutisti; dotato di pavimento rinforzato e gru per il carico del materiale, non fu avviato alla produzione in serie.
PS-84I
Variante aeroambulanza; poteva trasportare 18 barelle (disposte su tre livelli) e aveva sedili disponibili per tre feriti e per il personale sanitario. Furono convertiti una decina degli originali DC-3 importati dagli Stati Uniti e altri esemplari direttamente dalla catena di montaggio in Unione Sovietica.
Li-2
Designazione ufficiale a partire dal 1942; dotato di rastrelliera ventrale per bombe, poteva svolgere il doppio ruolo di trasporto e bombardiere.
Li-2 2M-88
Piccola serie di esemplari equipaggiata con motori M-88 in grado di sviluppare 1 100 cavalli di potenza; poteva trasportare 25 soldati e raggiungeva la velocità massima di 350 km/h.
Li-2D
Versione per il lancio paracadutisti, dotato di pavimentazione rinforzata.
Li-2F
Fotoricognitore. Nella fusoliera erano ricavati appositi oblò per l'installazione di apparecchiature fotografiche di vario tipo ed una camera oscura per la sostituzione e lo sviluppo delle pellicole.
Li-2LL
Denominazione assegnata a diversi esemplari utilizzati come laboratori volanti da varie organizzazioni coinvolte nello sviluppo di apparecchiature elettroniche.
Li-2LP (Li-2PPL)
Ricognitore per la lotta aerea antincendio. Dotato di finestrature aggiuntive, nella fusoliera poteva ospitare paracadutisti destinati al lancio nelle zone operative.
Li-2 "Meteo"
Laboratorio meteorologico. Realizzato al fine di studiare l'atmosfera e le nuvole in una vasta gamma di altezze utilizzando metodi di misurazione a diretto contatto e remoti, per studiare le caratteristiche delle zone elettriche nell'atmosfera pericolose per le operazioni degli aeromobili, per studi sulle leggi di propagazione delle onde radio in varie condizioni meteorologiche e per il monitoraggio ambientale al fine di identificare le zone soggette ad inquinamento.
Li-2MT
Prototipo realizzato per fungere da "dragamine"; dotato di un cavo metallico di forma arrotondata agganciato alle ali grazie al quale le mine navali dovevano essere fatte brillare. Non è chiaro se abbia mai visto la luce.
Li-2NB
Bombardiere notturno. Carico offensivo inalterato a 1 000 kg. ed equipaggio composto da 6 persone.
Li-2P
Versione civile trasporto passeggeri realizzata nel dopoguerra; la cabina passeggeri era in grado di ospitare tra i 15 e i 24 passeggeri. Era presente una toilette ed un vano bagagli.
Li-2PG
Versione civile trasporto passeggeri/cargo.
Li-2PR
Osservatore per la pesca; utilizzati per monitorare la situazione del ghiaccio e i branchi di animali marini (foche, trichechi, ecc.) e per rilevare branchi di pesci e indirizzare verso di loro i pescherecci.
Li-2R
Versione per ricognizione, con finestre al di sotto dell'abitacolo.
Li-2RT
Ripetitore per trasmissioni televisive. Dotato di antenne di ricezione e trasmissione fu impiegato per la realizzazione di trasmissioni televisive riguardanti eventi su grandi distanze.
Li-2 Salon
Versione per il trasporto di alti ufficiali di cui furono realizzati almeno dieci esemplari; interno rivestito in legno di noce e velluto di colore blu. La fusoliera era suddivisa in due scomparti, uno arredato con sedie e tavoli ed uno dotato di due cuccette un armadio ed una toilette.
Li-2SH
Destinato all'uso agricolo; all'interno della fusoliera era installato un serbatoio chimico con una capacità di 1 500 kg; al suo interno era inserito un agitatore al fine di impedire alle sostanze chimiche di agglomerarsi. Il loro caricamento avveniva attraverso il portello della superficie superiore della fusoliera mentre uno spruzzatore a tunnel (in grado di espellere fino a 20 kg di sostanze chimiche al secondo) era stato montato sotto l'aeromobile.
Li-2SIP
Esemplari utilizzati per le misurazioni dei dati durante le sperimentazioni in volo dei missili intercontinentali R-7.
Li-2T
Bombardiere d'addestramento basico polacco.
Li-2USh
Addestratore per il ruolo di bombardiere e navigatore all'interno dell'equipaggio degli aerei da bombardamento.
Li-2V
Versione per la sorveglianza meteorologica ad alta quota; equipaggiata con motori ASh-62IR dotati di turbocompressore TK-19.
Li-2VP
Bombardiere notturno; carico offensivo accresciuto fino a 2 500 kg grazie alla possibilità di trasportare bombe nella fusoliera, il cui rilascio avveniva tramite un tunnel ricavato nel pavimento.
Li-2VV
Versione bombardiere.
Li-3
Versione jugoslava, equipaggiata con motori Pratt & Whitney R-1830.

## Utilizzatori

### Militari
Bulgaria
- Bălgarski Voennovăzdušni sili

 Cecoslovacchia
- Češkoslovenske Vojenske Letectvo

 Cina
- Zhongguo Renmin Jiefangjun Kongjun

 Corea del Nord
- Chosŏn Inmin Kun Konggun

 Jugoslavia

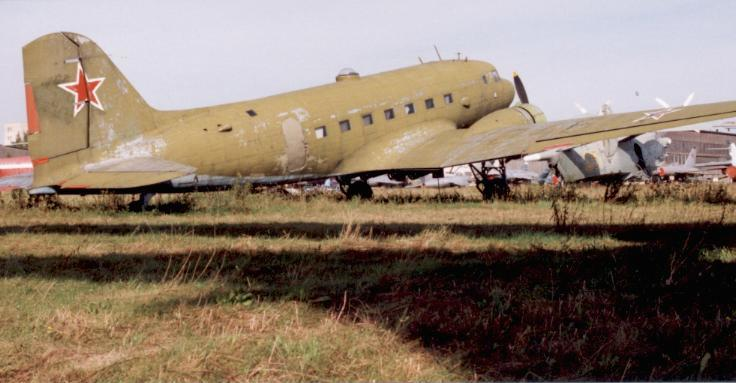
Il Li-2 esposto al museo di Monino, fotografato nel 1994.

- Jugoslovensko ratno vazduhoplovstvo i protivvazdušna odbrana

 Madagascar
- Armée de l'air Malgache

 Mongolia
- Aviation of Mongolian People's Army

 Polonia
- Siły Powietrzne

  Romania
- Forţele Aeriene ale Republicii Populare Română, poi
- Forţele Aeriene ale Republicii Socialiste Română

 Siria
- Al-Quwwat al-Jawwiyya al-'Arabiyya al-Suriyya

 Ungheria
- Magyar Néphadsereg légiereje

 Unione Sovietica
- Voenno-vozdušnye sily

### Civili
Cecoslovacchia
- ČSA

 Cina

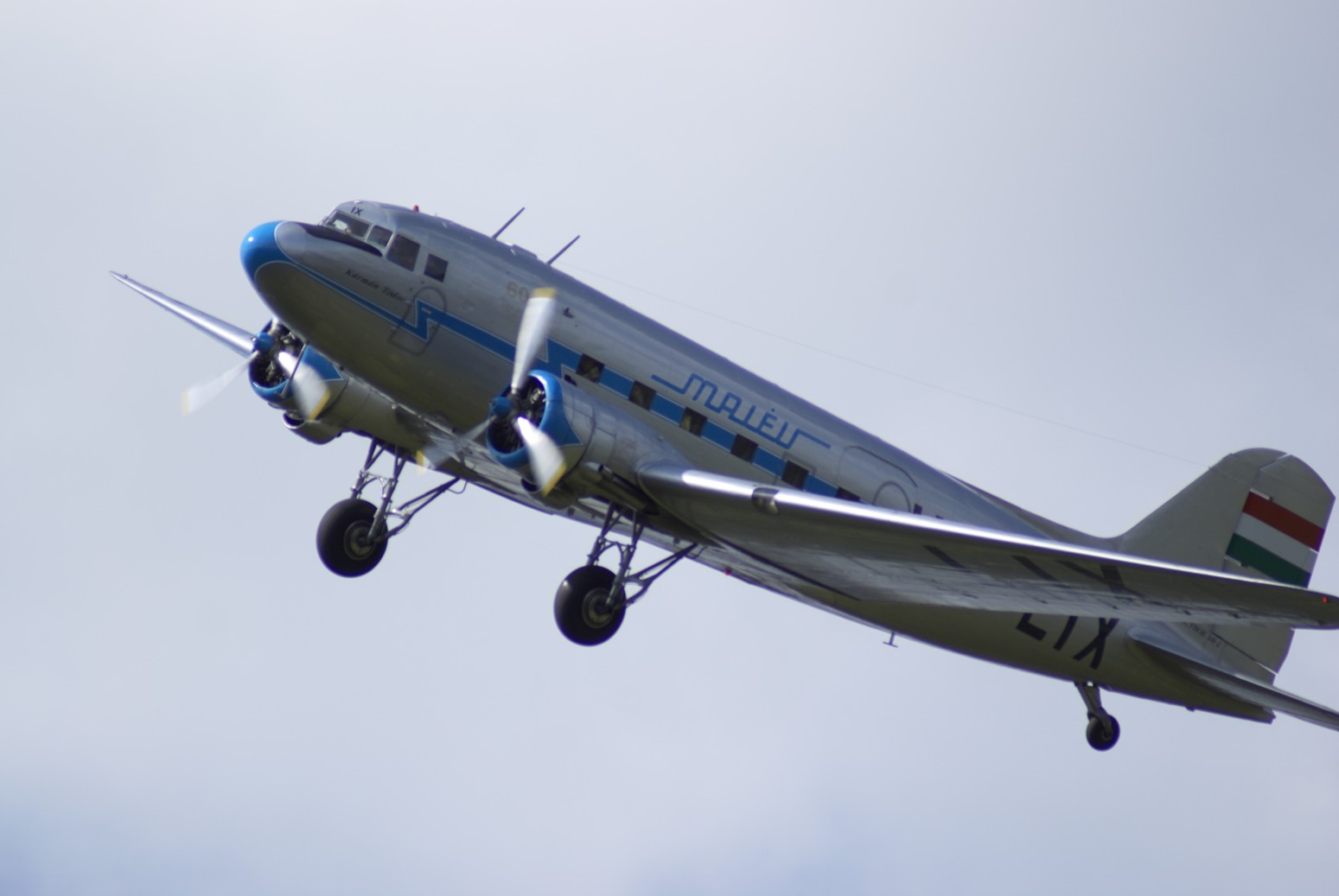
Il Li-2 marche HA-LIX nella livrea storica della compagnia aerea ungherese Malév.

- China National Aviation Corporation

 Corea del Nord
- CAAK

 Polonia
- LOT

 Romania
- TAROM

 Ungheria
- Malév

 Unione Sovietica
- Aeroflot

## Esemplari attualmente esistenti
Sono ancora numerosi gli esemplari presenti in strutture museali ma attualmente esiste un solo Li-2 riportato alle condizioni di volo. L'esemplare, che è registrato con marche ungheresi HA-LIX, ha il numero di serie 18433209 e fu costruito nel 1949 presso lo stabilimento Nr.84 di Tashkent. Viene utilizzato per visite guidate e partecipa regolarmente a manifestazioni aeree.

### Annotazioni
1. ↑  Le lettere della sigla indicano «Passažirskij Samolёt» (in russo «Пассажирский Самолёт», «Aereo Passeggeri») mentre il numero 84 è riferito al numero identificativo della fabbrica di costruzione.
2. ↑  in russo Американская Торговля?, Amerikanskaja Torgovlja, letteralmente «Commercio Americano».
3. ↑  Dal russo «Государственный Авиационный Завод», «Gosudarstvenn'ij Aviacionn’ij Zavod» cioè «Fabbrica Aeronautica di Stato».
4. ↑  In russo «Научно-Исследовательский Институт Гражданнсково Воздушново Флота (НИИ ГВФ)», traslitterato «Naučno-Issledovatel'skij Institut Graždannskovo Vozdušnovo Flota (NII GVF)».
5. ↑  In russo «Гражданский Воздушный Флот (ГВФ)», traslitterato «Graždanskij Vozdušnyj Flot (GVF)».
6. ↑  In russo: «Ли-2ВП», sigla che indicava «Военного Применения» (traslitterato «Voennogo Primenenija») cioè «uso militare».
7. ↑  In russo «Ли-2НБ» cioè «Ночной Бомбардировщик» («Nočnoj Bombardirovščik»), «bombardiere notturno».
8. ↑  In russo «Ли-2ВБ» cioè «Версия Бомбардировщик» («Versija Bombardirovščik»), «versione bombardiere».
9. ↑  In russo: «Государственный Комитет Обороны», «Gosudarstvennyj Komitet Oborony» da cui la sigla «GKO».
10. ↑  In russo: «Ли-2 Салон»
11. ↑  In russo: «Ли-2УШ».
12. ↑  A titolo esemplificativo: armamento, motore e carrello d'atterraggio.
13. ↑  La denominazione del "motore" risulta scritta in modo diverso da quella del suo "progettista": la prima è riportata secondo la traslitterazione usata dalle fonti (in questo caso di lingua inglese), mentre nel caso del cognome è stato utilizzato il sistema della traslitterazione scientifica, impiegato come standard convenzionale nelle pagine di Wikipedia in lingua italiana.
14. ↑  In russo: «ротативно-рассеивающая авиационная бомба» (traslitterato «rotativno-rasseivajuščaja aviacionnaja bomba»), cioè «bomba aeronautica a dispersione rotazionale».
15. ↑  In russo: «Народный Комиссариат Обороны», traslitterato «Narodnyj Komissariat Oborony».
16. ↑  In russo: «Московская авиагруппа особого назначения» (МАГОН), traslitterato «Moskovskaja aviagruppa osobogo naznačenija»
17. ↑  In russo: «Авиация дальнего действия», traslitterato «Aviacija Dal'nego Dejstvija» da cui la sigla «ADD».
18. ↑  In russo: СКОГА, sigla di «Советско-Китайское Общество Гражданской Авиации», traslitterato «Sovetsko-Kitajskoe Obščestvo Graždanskoj Aviacii», cioè «Società di aviazione civile sovietico-cinese»
19. ↑  In russo: СОКАО, sigla di «Советско-Корейское Авиатранспортное Общество», traslitterato «Sovetsko-Korejskoe Aviatransportnoe Obščestvo», cioè «Società di trasporto aereo sovietico-coreano»
20. ↑  Come si può intuire dal nome, la compagnia era compartecipata dall'Unione Sovietica
21. ↑  In lingua bulgara, "Avio Trasporti Bulgaria-Unione Sovietica"
22. ↑  In lingua serba: «Југословенско-совјетско акционарско друштво за цивилно ваздухопловство», «Società per azioni di aviazione civile jugoslava-sovietica»
23. ↑  In russo: «Ли-2ЛЛ» da «Летающих Лабораторий», traslitterato «Letaûŝih Laboratorij» cioè «laboratorio volante».
24. ↑  In russo: «Ли-2ЛП» o «Ли-2ППЛ» da «противопожарного патрулирования лесов», traslitterato «protivopožarnogo patrulirovanija lesov» cioè «pattugliamento antincendio forestale».
25. ↑  In russo: «Ли-2СХ» da «сельскохозяйственный (самолёт)», traslitterato «sel'skochozjajstvennyj (samolёt)» cioè «(aereo) per l'agricoltura».
26. ↑  In russo: «Ли-2СИП» da «самолётные измерительные пункты», traslitterato «samolёtnye izmeritel'nye punkty» cioè «aereo per la misurazione dei punti».
27. ↑  In russo «Ли-2УШ»; la traslitterazione segue il sistema anglosassone utilizzato dalla fonte di riferimento.

### Fonti
1. 1 2 3 4 5 6 7 8 9 10 11 12 13 14 15 16 17 18 19 20 21  Лисунов Ли-2 in Уголок неба.
2. 1 2 3 4 5 6 7 8 9  Beriev, Lisunov, Myasishchev, Sukhoi, in Airhistory.
3. ↑  Designations of Soviet and Russian Military Aircraft and Missiles, in "Designation-Systems.net".
4. 1 2  Francillon, 1988, p. 242.
5. 1 2 3 4 5 6 7 8  Foreign-Build Dakotas & Dakota Derivatives, in AirVectors.
6. 1 2  Lisunov Li-2 Cab, in www.globalsecurity.org.
7. ↑  "Li-2."[collegamento interrotto] chriscom.org. Retrieved: 23 July 2009.